# Choulex
Choulex est une commune suisse du canton de Genève.

## Géographie
La commune de Choulex s'étend sur 3,91 km2. 15,1 % de cette superficie correspond à des surfaces d'habitat ou d'infrastructure, 73,8 % à des surfaces agricoles, 9,5 % à des surfaces boisées et 1,5 % à des surfaces improductives.
La commune comprend les localités de Choulex, Chevrier et Bonvard. Elle est limitrophe de Meinier, Presinge, Puplinge, Thônex, Vandœuvres, Cologny (5 m.) et Collonge-Bellerive.

## Population

### Gentilés et surnoms
Les habitants de la commune se nomment les Choulésiens. Ils sont surnommés les Célestes.
Les habitants de la localité de Bonvard se nomment les Bonvardiens.
Les habitants de la localité de Chevrier se nomment les Chevretains. Ils sont surnommés les Tireurs de Boîtes en raison d'un règlement sur la Société des Boîtes de 1833.

### Démographie
La commune compte 1 247 habitants au 31 décembre 2023 pour une densité de population de 319 hab/km2. Sur la période 2010-2023, sa population a augmenté de 23,1 % (canton : 14,6 % ; Suisse : 9,4 %).  

## Politique et administration
La commune comprend un maire et deux adjoints, qui constituent l'exécutif de la commune, ainsi qu'un conseil municipal de 13 membres, tous élus au suffrage universel pour un mandat de cinq ans.

### Membres de l’exécutif communal (législature 2025-2030)
L'exécutif de la commune, entré en fonction le 1er juin 2025, se compose de la façon suivante :
| Identité            | Étiquette              | Étiquette | Fonction                  | Dicastères                                   |
| ------------------- | ---------------------- | --------- | ------------------------- | -------------------------------------------- |
| Philippe Amsler     | Nouvelle entente       |           | Conseiller administratif  | Finances - Administration - Social - Ainés   |
| Delphine Krähenbühl | Ensemble vers l'avenir |           | Conseillère administratif | Aménagement - Jeunesse -Environemment        |
| Anne Meylan         | Nouvelle entente       |           | Maire                     | Loisirs - Travaux - Communication - Sécurité |

### Conseil municipal (législature 2025-2030)
À la suite des élections municipales du 23 mars 2025, le conseil municipal, composé de 13 membres (ainsi que d'un bureau avec un président, un vice-président et un secrétaire), est renouvelé, et est représenté de la manière suivante :
| Parti                  | Voix | Suffrages en % | +/-   | Sièges | +/- |
| ---------------------- | ---- | -------------- | ----- | ------ | --- |
| Nouvelle Entente       | 203  | 51,56 %        | 51,56 | 7 / 13 | 7   |
| Bien Vivre Ensemble    | 109  | 28,43 %        | 28,43 | 4 / 13 | 4   |
| Ensemble vers l'Avenir | 75   | 20,00 %        | 20,00 | 2 / 13 | 2   |

### Liste des maires
| Période                                  | Période     | Identité            | Étiquette         | Qualité                         |
| ---------------------------------------- | ----------- | ------------------- | ----------------- | ------------------------------- |
| Les données manquantes sont à compléter. |             |                     |                   |                                 |
| 1er juin 1995                            | 31 mai 2011 | Christianne Jousson | Dialogue          |                                 |
| 1er juin 2011                            | 31 mai 2020 | Patrick Rechsteiner | Entente communale | Adjoint au maire de 2003 à 2011 |
| 1er juin 2020                            | 31 mai 2025 | Christophe Senglet  | PLR               | Adjoint au maire de 2007 à 2020 |
| 1er juin 2025                            | en cours    | Anne Meylan         | Nouvelle Entente  |                                 |

## Culture et patrimoine

### Héraldique
| Blason | Blasonnement : De gueules au griffon d'or. |